# Святой Ломан
Ломан (V век) — святой епископ Тримский. Дни памяти — 17 февраля, 11 октября.
Согласно Жоселину (Goscelin), святой Ломан был племянником св. Патрика по линии сестры. Он был по крайней мере учеником святого Патрика, первым епископом Трима, что в Мите. Город Порт-ломан (PortLoman), принадлежащий Нагентсам (Nugents) в Вестмите, носит имя святого. Там святой особо почитаем.